# Надеждинська сільська рада (Саратський район)
Наде́ждинська сільська́ ра́да — колишня адміністративно-територіальна одиниця та орган місцевого самоврядування в Саратському районі Одеської області. Адміністративний центр — село Надежда.

## Загальні відомості
Надеждинська сільська рада утворена в 1940 році.
- Територія ради: 80,53 км²
- Населення ради: 2 245 осіб (станом на 2001 рік)
- Територією ради протікає річка Сарата

## Населені пункти
Сільській раді підпорядковані населені пункти:
- с. Надежда
- с. Благодатне
- с. Молдове
- с. Негрове
- с-ще Пасічне

## Населення
Згідно з переписом УРСР 1989 року чисельність наявного населення сільської ради становила 2993 особи, з яких 1398 чоловіків та 1595 жінок.
За переписом населення України 2001 року в сільській раді мешкали 2243 особи.

### Мова
Розподіл населення за рідною мовою за даними перепису 2001 року:
| Мова       | Відсоток |
| ---------- | -------- |
| українська | 73,76 %  |
| російська  | 11,54 %  |
| молдовська | 10,91 %  |
| болгарська | 3,34 %   |
| вірменська | 0,13 %   |
| білоруська | 0,09 %   |
| інші       | 0,23 %   |

## Склад ради
Рада складається з 16 депутатів та голови.
- Голова ради: Переправка Олександр Павлович
- Секретар ради: Лебединська Ірина Михайлівна

### Керівний склад попередніх скликань
| Прізвище, ім'я, по батькові    | Основні відомості                                    | Дата обрання | Дата звільнення |
| ------------------------------ | ---------------------------------------------------- | ------------ | --------------- |
| Чакір Віталій Іванович         | Сільський голова, 1962 року народження, безпартійний | 26.03.2006   | 01.02.2008      |
| Кушнеренко Олексій Олексійович | Сільський голова, 1973 року народження, безпартійний | 01.06.2008   | 31.10.2010      |
| Переправка Олександр Павлович  | Сільський голова, 1972 року народження, освіта вища  | 31.10.2010   |                 |

Примітка: таблиця складена за даними сайту Верховної Ради України

### Депутати
За результатами місцевих виборів 2010 року депутатами ради стали:

#### За суб'єктами висування
| Суб'єкт висування                                       | Кількість обраних депутатів | %    |
| ------------------------------------------------------- | --------------------------- | ---- |
| Соціалістична партія України                            | 7                           | 43,8 |
| Партія регіонів                                         | 5                           | 31,3 |
| Політична партія Всеукраїнське об'єднання «Батьківщина» | 3                           | 18,8 |
| Самовисування                                           | 1                           | 6,3  |

#### За округами
| № округу                                                | Прізвище, ім'я, по батькові   | Дата визнання обраним | Освіта  | Партійна приналежність                        | Відомості про обраного депутата                             |
| ------------------------------------------------------- | ----------------------------- | --------------------- | ------- | --------------------------------------------- | ----------------------------------------------------------- |
| Партія регіонів                                         |                               |                       |         |                                               |                                                             |
| 1                                                       | Кравченко Віктор Михайлович   | 04.11.2010            | вища    | позапартійний                                 | сільськогосподарський виробничий кооператив «Благо», голова |
| 2                                                       | Лебединська Ірина Михайлівна  | 04.11.2010            | вища    | позапартійна                                  | Надеждинська сільська рада, секретар                        |
| 11                                                      | Білошицька Марія Петрівна     | 04.11.2010            | середня | позапартійна                                  | Надеждинська загальноосвітня школа, тех.працівник           |
| 14                                                      | Лук'янчук Валентина Дмитрівна | 04.11.2010            | вища    | член Партії регіонів                          | радгосп «Чорноморський», керуюча справами                   |
| 16                                                      | Бродарська Віра Іванівна      | 04.11.2010            | вища    | член Партії регіонів                          | дошкільний навчальний заклад с. Пасічне, завідувачка        |
| Політична партія Всеукраїнське об'єднання «Батьківщина» |                               |                       |         |                                               |                                                             |
| 9                                                       | Сливка Михайло Володимирович  | 04.11.2010            | вища    | позапартійний                                 | тимчасово не працює                                         |
| 10                                                      | Минзул Галина Михайлівна      | 04.11.2010            | вища    | позапартійна                                  | тимчасово не працює                                         |
| 15                                                      | Безносюк Олексій Захарович    | 04.11.2010            | вища    | член Всеукраїнського об'єднання «Батьківщина» | дошкільний навчальний заклад, вчитель                       |
| Соціалістична партія України                            |                               |                       |         |                                               |                                                             |
| 3                                                       | Іванько Алла Василівна        | 04.11.2010            | вища    | позапартійна                                  | Надеждинська загальноосвітня школа, вчитель                 |
| 5                                                       | Минзул Раїса Михайлівна       | 04.11.2010            | вища    | позапартійна                                  | Надеждинська загальноосвітня школа, директор                |
| 6                                                       | Кириченко Любов Пилипівна     | 04.11.2010            | вища    | позапартійна                                  | Надежденське сільпо, голова                                 |
| 7                                                       | Шмигун Тетяна Павлівна        | 04.11.2010            | вища    | член Соціалістичної партії України            | Надежденське сільпо, головний бухгалтер                     |
| 8                                                       | Кольцун Світлана Григорівна   | 04.11.2010            | вища    | член Соціалістичної партії України            | тимчасово не працює                                         |
| 12                                                      | Глушко Дмитро Юрійович        | 04.11.2010            | вища    | позапартійний                                 | Негровський фельдшерсько-акушерський пункт, фельдшер        |
| 13                                                      | Сливка Тетяна Іванівна        | 04.11.2010            | вища    | член Соціалістичної партії України            | Надежденська сільська рада, бухгалтер                       |
| Самовисування                                           |                               |                       |         |                                               |                                                             |
| 4                                                       | Тригуб Валентина Сергіївна    | 04.11.2010            | вища    | член Всеукраїнського об'єднання «Батьківщина» | приватний підприємець                                       |